# Acaena tesca
Acaena tesca är en rosväxtart som beskrevs av B.H. Macmillan. Acaena tesca ingår i släktet taggpimpineller, och familjen rosväxter. Inga underarter finns listade i Catalogue of Life.